# ویلیام جی. سول
ویلیام جی. سول (به انگلیسی: William J. Sewell) سناتور سابق عضو حزب جمهوری‌خواه ایالات متحده آمریکا بود. وی در سال ۱۸۸۱ تا ۱۸۸۷ و ۱۸۹۵ تا ۱۹۰۱ میلادی سناتور ایالت نیوجرسی در سنای ایالات متحده آمریکا بود.